# Österreichische Alpine Skimeisterschaften 1957
Die Alpinbewerbe der Österreichischen Skimeisterschaften 1957 fanden vom 7. bis zum 10. Februar in Schruns statt. Zugleich wurden auch die Meister in den nordischen Disziplinen gekürt.

## Herren

### Abfahrt
Der Abfahrtslauf der Herren konnte wegen zu geringer Schneelage nicht durchgeführt werden.

### Riesenslalom
| Platz | Name             | Zeit       |
| ----- | ---------------- | ---------- |
| 01    | Toni Sailer      | 2:17,8 min |
| 02    | Andreas Molterer | 2:17,9 min |
| 03    | Mathias Leitner  | 2:18,6 min |
| 04    | Ernst Hinterseer | 2:19,6 min |
| 05    | Josef Rieder     | 2:20,7 min |
| 06    | Egon Zimmermann  | 2:20,9 min |
| 07    | Hermann Gamon    | 2:21,2 min |
| 08    | Gebhard Hilbrand | 2:23,1 min |
| 09    | Toni Mark        | 2:23,6 min |
| 10    | Pepi Gramshammer | 2:24,2 min |

Datum: 8. Februar 1957

Ort: Schruns

Piste: Hartmann-Strecke

Streckenlänge: 2200 m, Höhendifferenz: 530 m

Tore: 82

### Slalom
| Platz | Name            | Zeit       |
| ----- | --------------- | ---------- |
| 1     | Toni Sailer     | 2:23,3 min |
| 2     | Egon Zimmermann | 2:29,0 min |
| 3     | Mathias Leitner | 2:29,2 min |
| 4     | Hermann Gamon   | 2:30,0 min |
| 5     | Walter Schuster | 2:30,1 min |
|       | Toni Mark       | 2:30,1 min |

Datum: 10. Februar 1957

Ort: Schruns

### Kombination
Die Kombination setzt sich aus den Ergebnissen von Slalom und Riesenslalom zusammen.
| Platz | Name             | Punkte |
| ----- | ---------------- | ------ |
| 01    | Toni Sailer      | 00,00  |
| 02    | Mathias Leitner  | 03,55  |
| 03    | Egon Zimmermann  | 04,84  |
| 04    | Hermann Gamon    | 05,54  |
| 05    | Gebhard Hilbrand | 06,89  |
| 06    | Toni Mark        | 07,05  |
| 07    | Walter Schuster  | 09,06  |
| 08    | Josef Rieder     | 09,90  |
| 09    | Pepi Gramshammer | 10,16  |
| 10    | Franz Tritscher  | 14,02  |

## Damen

### Abfahrt
| Platz | Name                  | Zeit       |
| ----- | --------------------- | ---------- |
| 01    | Hilde Hofherr         | 2:00,0 min |
| 02    | Josefa Frandl         | 2:01,7 min |
| 03    | Dorothea Hochleitner  | 2:02,7 min |
| 04    | Elisabeth Mittermayer | 2:03,2 min |
| 05    | Lotte Blattl          | 2:05,4 min |
| 06    | Luise Jaretz          | 2:06,5 min |
| 07    | Helga Herdy           | 2:11,6 min |
| 08    | Grete Haslauer        | 2:13,4 min |
| 09    | Kathi Hörl            | 2:16,2 min |
| 10    | Herlinde Beutlhauser  | 2:17,9 min |

Datum: 9. Februar 1957

Ort: Schruns

Piste: Hartmann-Strecke

Streckenlänge: 2200 m, Höhendifferenz: 530 m

Tore: 43

### Riesenslalom
| Platz | Name                  | Zeit       |
| ----- | --------------------- | ---------- |
| 01    | Hilde Hofherr         | 1:28,9 min |
| 02    | Lotte Blattl          | 1:29,8 min |
| 03    | Elisabeth Mittermayer | 1:30,0 min |
| 04    | Dorothea Hochleitner  | 1:30,4 min |
| 05    | Luise Jaretz          | 1:31,6 min |
| 06    | Kathi Hörl            | 1:32,0 min |
| 07    | Josefa Frandl         | 1:32,3 min |
| 08    | Trude Klecker         | 1:36,6 min |
| 09    | Grete Haslauer        | 1:37,3 min |
| 10    | Herlinde Beutlhauser  | 1:40,0 min |

Datum: 7. Februar 1957

Ort: Schruns

### Slalom
| Platz | Name                  | Zeit       |
| ----- | --------------------- | ---------- |
| 1     | Lotte Blattl          | 1:47,2 min |
| 2     | Josefa Frandl         | 1:48,6 min |
| 3     | Dorothea Hochleitner  | 1:49,9 min |
| 4     | Luise Jaretz          | 1:50,8 min |
| 5     | Elisabeth Mittermayer | 1:51,7 min |
| 6     | Kathi Hörl            | 1:53,9 min |

Datum: 10. Februar 1957

Ort: Schruns

### Kombination
Die Kombination setzt sich aus den Ergebnissen von Slalom, Riesenslalom und Abfahrt zusammen.
| Platz | Name                  | Punkte |
| ----- | --------------------- | ------ |
| 1     | Lotte Blattl          | 05,13  |
| 2     | Josefa Frandl         | 05,39  |
|       | Dorothea Hochleitner  | 05,39  |
| 4     | Elisabeth Mittermayer | 06,67  |
| 5     | Luise Jaretz          | 10,15  |
| 6     | Kathi Hörl            | 20,34  |
| 7     | Hilde Hofherr         | 21,96  |
| 8     | Grete Haslauer        | 26,89  |
| 9     | Ilse Schickl          | 42,61  |